# Carex montana
Espèce
Classification phylogénétique
Carex montana, la Laîche des montagnes, est une espèce de plantes du genre Carex et de la famille des Cyperaceae. La photo de presentation n'est pas celle d'un carex montana qui pousse dans les prairies et ne fait pas de touradons. 